# تپه خاکریز
تپه خاکریز در شهرستان خمین، بخش مرکزی، دهستان آشناخور، روستای حسین‌آباد واقع شده و این اثر در تاریخ ۲۰ اسفند ۱۳۸۵ با شمارهٔ ثبت ۱۸۰۳۳ به‌عنوان یکی از آثار ملی ایران به ثبت رسیده است.